# Phaeostigma rhodopicum
Phaeostigma rhodopicum är en halssländeart som först beskrevs av František Klapálek 1894.  Phaeostigma rhodopicum ingår i släktet Phaeostigma och familjen ormhalssländor. Inga underarter finns listade i Catalogue of Life.